# Peter Majer
Peter Majer (* 29. dubna 1951) je bývalý slovenský fotbalový trenér. Působil především jako trenér mládeže, ve dvou ligových sezónách vedl v lize Tatran Prešov.

## Trenérská kariéra
- 1986/87 Tatran Prešov
- 1987/88 Tatran Prešov